# Henry P. Lading
Henry P. Lading — кабелеукладальне судно, створене на основі нафтового танкера. На початковому етапі розвитку офшорної вітроенергетики брало участь у будівництві кількох станцій.

## Нафтовий танкер
Судно спорудили під назвою Peter Hurll як нафтовий танкер дедвейтом 17585 тон у 1930 році на верфі Palmers Shipbuilding and Iron Company в Геббурн (Англія). Під час Другої світової війни на ньому встановили оборонне озброєння та поставили на лінію Аруба — Нью-Йорк. Після цього у першому ж рейсі, в який судно вийшло 30 квітня 1942 року, воно зустрілось з німецьким підводним човном. Останній обстріляв танкер із кулемету, проте на став витрачати торпед на баластне судно, що прямувало в південному напрямку, а після спроби Peter Hurll піти на таран перейшов у підводне положення.
Після війни танкер змінив кількох власників, був перейменований на Esso København та у 1952-му частково розібраний.

## Кабелеукладальне судно
У 1963 році судно перетворили на кабелеукладальне/трубоукладальне, яке почало роботу в новій якості під назвою Henry P. Lading. При цьому від первісного танкера залишилася тільки частина корпусу довжиною 90 метрів та шириною 20 метрів.
Наприкінці 20-го століття скандинавські країни зробили перші кроки в розвитку офшорної вітроенергетики. Henry P. Lading взяло участь у реалізації кількох проектів, як то:
- прокладання 8 км кабелю для ВЕС Туньо-Кноб в протоці Каттегат біля Орхуса (1995);
- прокладання 8 км кабелю для ВЕС Міддельгрунден в протоці Ересунн біля Копенгагена (2000);
- прокладання 21 км головного експортного кабелю для ВЕС Горнс-Ріф в Північному морі біля західного узбережжя Ютландії (2002);
- прокладання 9 км головного експортного кабелю для ВЕС Родсанд 2 у Балтійському моря біля узбережжя острова Лолланн (2009);
- заведення на суходіл кінцевої частини головного експортного кабелю на ВЕС Горнс-Ріф 2 (2009);
- прокладання 61 км головного експортного кабелю на німецькій ВЕС Балтік 1, розташованій північніше півострова Цинґст (кінець 2010 - початок 2011);
- прокладання 25 км головного експортного кабелю на ВЕС Анхольт у протоці Каттегат (2011). У 2015-му судно повернулось сюди для робіт по заміні понад 4 км кабелю;
- заведення на суходіл кінцевої частини головного експортного кабелю на ВЕС Горнс-Ріф 3 (2016).